# Национално знаме на Мозамбик
Националното знаме на Мозамбик е прието на 1 май 1983 година. Знамето се състои от пет водоравни линии – две малки и три големи. Цветовете последователно са: зелено, бяло, черно, бяло и жълто. От лявата страна на знамето е поставен червен триъгълник с жълта звезда в средата. На самата звезда се намира елемент от герба. Знамето на Мозамбик е единственото знаме в света, на което е изобразено съвременно оръжие АК-47. Зеленият цвят означава богатството на страната, белият – мир, черният – африканския континент, жълтият – рудното богатство на Мозамбик, и червеният – борбата за независимост. Оръжието означава защитата на отечеството, книгата показва значението на образованието, мотиката символизира земеделието, а жълтата звезда символизира марксизма и Интернационалът.

## Знаме през годините
- (1974 – 1975)
- (1975 – 1983)
- (1983)